# Thiti Mahayotaruk
Thiti Mahayotaruk (ธิติ มหาโยธารักษ์), noto anche con lo pseudonimo di Bank (แบงค์) (Bangkok, 19 novembre 1996), è un attore thailandese.

## Filmografia

### Cinema
- May Who?, regia di Chayanop Boonprakob (2015)[1]

### Televisione
- Hormones - Wai wawun - serie TV (2014-2015)
- Phuean hian.. rongrian lon - serie TV, 1 episodio (2014)
- Stay - The Series - serie TV, 4 episodi (2015)
- Diary of Tootsies - serie TV, 3 episodi (2016)
- Love Songs Love Stories - serie TV, 2 episodi (2016)
- Love Songs Love Series - serie TV (2017)
- Project S - serie TV, 8 episodi (2017)
- Gata no kuni kara - serie TV, 2 episodi (2017)
- Muang maya Live - serie TV (2018)